# 関東地方のローカルヒーロー一覧
関東地方のローカルヒーロー一覧（かんとうちほうのローカルヒーローいちらん）は、関東地方を拠点とするローカルヒーローの一覧記事。

## 茨城県
- 時空戦士イバライガー - 茨城県を中心に活動している。環境や人の心を大事にすることを伝えるために未来からやってきたアンドロイド[1]。
- 郷土戦士サンライザーK - 日立市を拠点とする。市民の絆パワーがエネルギーの源。人々とハイタッチすることにより絆パワーを充填し、市の平和を守る。
- 常夏戦隊アロハマン - 水戸市のローカル戦隊。イラストのみ。
- 機動水戸黄門セイザンコー - 水戸市。ロボットもの。
- 元気戦隊トリディンジャー - 取手市のローカル戦隊。
- 舞神 双嵐龍（ぶじんソーランドラゴン） - レッド炎龍とブルー水龍からなるつくば市発の“ユニバーサルソーラン”の想いを伝え広めるためのローカルヒーロー。現在は北海道での活動が中心。
- 故郷応援隊！ガウラーC - かすみがうら市のヒーロー。特産・名品の名誉をかけて魔人ゴジャー率いるゴジャ兵団に立ち向かう！

## 栃木県
- 絢爛郷土カヌマン（けんらんきょうど-） - 鹿沼市より特別住民票を授与された市公認のローカル戦隊。鹿沼市でのイベント出演活動を主体としている。2014年1月に株式会社東映より正式なライセンスを取得。
- 精霊法士トチノキッド - 宇都宮市を拠点に栃木県内外で活動。2009年にデビューし、2013年からネット配信の「ミヤラジ」コーナー担当を2年間勤め、2020年には新型コロナウイルス感染症 (2019年)でのステイホーム応援で「ローカルヒーローネタリレー」を主催[2]、2022年にはとちぎ国体ステージにも出演した。県木トチノキと県章がモチーフで、仲間には「獣闘士カモシカオー」「焔の巫狐ヤシオーネ」などが、悪役には「憤凱大将イジヤケラー」「暗酷神官エンガミーロ」などがいる。
- 創造戦士トチエイター - 栃木に新たな魅力を創り、全てのクリエイターを応援する栃木県のローカルヒーロー。「創造機神トチエイターオメガ」や「創造機巧トチエイターマキナ」に進化した。悪役として「キオキール大佐」「炎帝ハカイザー」などがいる。2019年7月に信号のない横断歩道での「止まってくれない！栃木県」からの脱却PR大使に任命された[3]。
- 勇気の戦士ナスライガー - 那須塩原市を中心に那須野ヶ原を守るヒーロー。経営者有志の会（那須らいず）で立ち上げた。「一歩踏み出す勇気を持とう！」がナスライガーのメッセージ。
- WAの伝道師タタミマン - ナスライガーと共に栃木県北を盛り上げるヒーロー。必殺技は畳替えし。
- 鬼獣武烈伝 王虎 - 宇都宮市を拠点とし、中国で修行をしたカンフーヒーロー。世界征服を企む悪の鬼獣軍団號影族（ごうえいぞく）と戦う。
- 繊維大将軍カガシ - 繊維織物の街、足利市のヒーロー。足利市を中心にショーを行い、邪染将軍ブリードが率いるブリード軍と戦う。
- トチギシティー - 栃木市の非公式ヒーロー。土蔵の外壁を模した和風なデザインで、キャッチフレーズは「刻み込め！栃木市魂！！」。栃木市を拠点とするサッカーチームが2019年より栃木シティFCに変更したため、諸般の事情でクラスタートチギに改名した。
- 超獣甲機カヌマイザー - 栃木県鹿沼市を中心に、栃木県全体を守るため、県内外に栃木の良さをPRするために誕生した。ヒーロー界でも1・2位を争う太…大柄な体型。時空保安庁本部で警備主任を担当していた仁堂 武志(じんどう たけし)が超獣甲機カヌマイザースーツを装着する。特技は弓道。
- クッキング戦士クックマン - 大田原市。地球の食の平和を守るヒーロー。2007年から動画サイトで料理動画を公開している。地元ラジオ番組や、「雷様剣士ダイジ」のテレビシリーズにも登場。
- イカズチ仮面☆雷都エンジェル - 宇都宮市で2010年にデビュー。演劇ユニットによるご当地ヒロイン。
- 機天草子 織姫ヒメル - 織姫神社 (足利市)の伝説から誕生したヒロイン。TMCワイルドが運営し2008年10月からステージショーを展開。
- 介護戦士イーグルタイガー - 小山市を拠点に個人活動し、他のヒーローとコラボショーを行う。
- なしおレンジャー - 那須塩原市のローカル戦隊[4]。
- エコレンジャー - 宇都宮市の環境意識高揚を目的としたローカル戦隊。地元の劇団新鮮グミがショーのオペレーションを担当。
- トイレットマン - 栃木県が下水道のPRのために登場させたイメージキャラクター[5]。
- 雷神ライサマー - 宇都宮市の大谷地区に降臨したヒーロー。悪役に「妖魔義賊　ドウメキラー」「妖魔博士インディーゴ」などがいる。
- 那須烏山市特殊PR部隊チャリンコ戦隊姫レンジャー - 那須烏山市の活性化のため、平成23年度の雇用創出事業で結成された。姫レンジャーの名称の由来は川口松太郎の小説『蛇姫様』より採られた。
- 雷様剣士ダイジ - 2014年4月よりとちぎテレビにて放送開始。クッキング戦士クックマンや栃木のご当地キャラクターも登場している。2018年10月より万象光神ヤコウを引き継ぐ形で新シリーズ『真・雷様剣士ダイジ』が放送開始。2019年3月にとちぎテレビでの放送が終了し、公式ホームページなどでの動画配信サービスに切り替えた。
  - 万象光神ヤコウ - 2018年7月よりとちぎテレビにて放送開始。番組名は『雷様剣士ダイジ～新記～万象光神ヤコウ』であり、上記の雷様剣士ダイジの続編にあたる、2018年10月に番組終了。
- モルック戦士キャプテンモルフィン！ - 栃木モルックfanの営業担当
- 山岳戦士オクニッコーマン - 日光市の聖域奥日光のご当地ヒーロー。男体山の神から与えられた力を使い、山の怪人ソウナンダーたちと戦っている。元々は登山の楽しさを発信するインフルエンサーだった。悪役に「カツラ・クイーン」や「巫女石の怨霊 悠羅」などがいる。
- カクテル戦士マジマスター - 宇都宮市の愛と平和を守るヒーロー。普段はカフェバーのマスターをやっている。大谷採掘場から発見された霊石により変身。世界征服を目論むシャドーダークネス怪人軍団を壊滅させる為に日夜戦っている。
- 開運戦士ブレイバーン - 開運のまち栃木県小山市を拠点に栃木県を守るヒーロー。普段はどこにでもいる一般人だが、シャドーダークネス怪人軍団が現れた時にはプロフェッサーNが開発したメタルテックパワードアーマー「BRAVE BURN SYSTEM」を装着してみんなの笑顔の為に戦う。ブレイバーンに変身するための音声コードは「ブレイブ☆オン!!」これは「勇気を出して!!」という意味である。愛車はロータリーストライカー(RX-8)、アールストライカー(R35GT-R)の車2台に加え、ロードゼッター1000(Z1000)と言う大型バイクがある。2023年9月小山警察署一日警察署長就任、2024年4月と2025年4月栃木ゴールデンブレーブス始球式参加、2024年5月NHK Eテレ「天才てれびくん」に2回出演して小山市のまちキングに選ばれる、2025年1月とちぎテレビ「とちテレNEWS9」報道特集で密着取材を放送、2025年4月小山市春の交通安全週間の交通安全パレードにバイクで参加、2025年4月関東実行センターのパッカー車にブレイバーンラッピングバージョン追加、小山市コミュニティFMラジオで「開運戦士ブレイバーンのキミと一緒にブレイブ☆オン！」を第1～第4土曜日夜8時から放送中。グッズの収益金とイベント出演料は「子ども食堂笑光」に全額寄付をおこなっている。
- ナイトギレーニ・スコーピオ- シャドーダークネス怪人軍団幹部。紫色ベースの甲冑姿の怪人でブレイバーン、マジマスター、ハックガイア等のヒーローを倒すために日々奮闘している。グハハハハ、と言うのが口癖。ももいろクローバーZのファンを公言しており、名前の由来とカラーは推しである高城れにから来ている。2024年夏頃シャドーダークネス怪人軍団の博士、ドクターNによりパワーアップを果たしナイトギレーニ・スコーピオZとなる。

## 群馬県
- 超速戦士G-FIVE - 県内全体を活性化させることが目的のローカル戦隊。2006年11月に群馬テレビでTVシリーズが開始された。
- マジック戦隊MCO - マジックを駆使するヒーローショーで県内で活動している。2009年群馬テレビでTVシリーズが開始された。
- 風天狗リューマイン - 太田市の伝説から誕生。TMCワイルドの中心ヒーロー。ぐんまこどもの国で2008年10月からステージを展開中。
  - トライハーツ - TMCワイルドが運営し2002年5月からステージを展開。
  - ワンダーV - TMCワイルドが運営し1998年からステージを展開。2009年2月にワンダーV2009で復活。
- ヘリテイジ仮面 - 富岡市の富岡製糸場を世界遺産にする運動から誕生したヒーロー。
- 太田焼きそばマン - 太田市。2007年夏に出現。太田焼きそばを食べ歩くヒーロー。
- デブレンジャー - 赤城村。赤城高原牧場クローネンベルクのイベントで活躍。

## 埼玉県
- 共に生きるまちづくり専隊ふくしレンジャー - 鶴ヶ島市で地域福祉のためになにかと活躍するヒーロー専隊。
- ダンス戦士♪ソウルマン - 東武動物公園でキャラクターショーを行っている。
- 埼京戦隊ドテレンジャー - 戸田市のローカル戦隊。
- 環境戦隊ワコレンジャー - 和光市のローカル戦隊。
- 保育戦隊パパレンジャー - 志木市のローカル戦隊。
- 航空戦士トコロザワン - 所沢市[6]。
- 環境戦隊エコレンジャー - 川口市のローカル戦隊。
- 撮影戦士フォトシネマン - 日本各地のご当地ヒーローと交流が深い。
- 彩ノ国戦隊サイタマン - ストラップで展開。
- ユウセイダー - 草加市などでキャラクターショーを行っている。
- 稲穂戦隊スイハンジャー - 加須市北川辺地区のローカル戦隊[6]。
- 田園戦士かわじマン - 川島町。かわじマンレッド、かわじマンブルー、かわじマンピンクの3人体制[6]。
  - トカイ帝國軍特務大佐ミハイル・トカイスキー - かわじマンの悪役[6]だが、個別に他のローカルヒーローのショーなどに参加している。
- 夜祭り戦隊 秩父レンジャー - 秩父市のローカル戦隊。
- 消防戦隊ファイアーレンジャー - 入間市のローカル戦隊。
- 武蔵忍法伝 忍者烈風 - 飯能市、入間市ほか武蔵国地域で活動。ショー、ドラマ、映画等で展開。
- みやしろ戦隊ハナレンジャー - 宮代町のローカル戦隊[6]。
- 白き勇者ミルクマン - 深谷市を拠点に牛乳PRなどの活動をしている。
- 埼玉戦士さいたぁマン - 富士見市を拠点にしている[6]。
- ローカル戦士センガタン - 秩父鉄道沿線を拠点にして活動している[6]。
- 家計お助け戦隊FPレンジャー - さいたま市を拠点にして活動している[6]。
- ドリームガーディアン ブレイバー - 主に越谷市を中心にキャラクターショーを行っている。
- 彩光戦士サイセイバー - 埼玉県名発祥の地、行田市から誕生した埼玉県の救世主[6]。
- 坂東武人武蔵 - 坂東武人武蔵プロジェクト（アクションチームARCADIA）が制作・運営する埼玉県のローカルヒーロー。テレビ埼玉でシーズン1が放送[6][7]。
- 鎧勇騎 月兎 - 川越市で活動。テレビドラマやヒーローショー等で展開。

## 千葉県
- 沼南戦隊テガレンジャー - 手賀沼の正義の味方です。「アオコ博士」率いる怪人「アオミドロン」や手下の「ピピム」によって汚された沼をきれいにする為手賀沼からやってきた正義の味方。
- 新エネルギー戦隊ハツデンジャー - 富津市のTEPCO新エネルギーパーク限定で活躍するローカル戦隊。富津火力発電所のイメージアップ用に作製。
- うたせゴミレンジャー うたせくん - 千葉市幕張ベイタウンに存在する。幕張をきれいにしよう、という意味でできたキャラクター。
- テガヌマン - 我孫子市の手賀沼を守るためにやってきたキャラクター。
- ときわライダー - 松戸市常盤平のヒーロー。
- トラフィック戦隊アンゼンジャー - 本来は東京モーターショーのキャラクター。千葉県警が運営するローカル戦隊で交通安全啓発が目的。
- Captain☆C・ダスターD - 千葉テレビ放送の番組『チュバチュバワンダーランド 2ndシーズン』発。2009年5月2日初登場。
- 鳳神ヤツルギ - 木更津市。東日本大震災後の2011年4月に誕生[7]。木更津市のご当地ヒーローに認定。千葉テレビ放送では同年4月2日放送開始。
  - 超電光スパークルZ - 木更津市。2016年2月からチバテレビ放送が開始された千葉県の新ヒーロー。「鳳神ヤツルギ」の外伝として位置づけられる。
- 激神ザンドー -  市川市を拠点に活動。
- 未確認生物隊ユウマレンジャー -  激神ザンドーの姉妹ヒーローチームであり、ザンドーと同じく市川市を拠点に活動。

## 東京都

### 23区内を拠点
- クレイヴァルス - 品川区にある音楽スタジオで企画製作されたアーティストヒーロー。歌とトークが中心のステージを行っている。
- 都営戦隊オーエドマン - 台東区上野で活躍する戦隊ヒーロー。都営地下鉄大江戸線の開通と同時に誕生[8]。
- 杉並戦隊イレンジャー - 杉並区。マイバッグ運動推進のために作成。第二弾として『エコロジーエンジェル 環境派天使 スギナ☆ミライ』もある(こちらは魔法少女もの)。
- 葬祭戦師オガムンダー - 杉並区。かつて葬祭戦隊オガムンジャーとして活動していたアーティスト・みながわじゅんがその後継として企画した。ゴスペルをヒントにした仏陀の言葉による鎮魂歌「ブスペル」を歌い、成仏祈願を願う。
- 忍風戦隊イグサンジャー - 杉並区のローカル戦隊。
- 環境戦隊ステレンジャー - 北区のローカル戦隊。関東地方を中心に環境啓蒙運動で活躍。
- 新宿エコレンジャー - 新宿区のローカル戦隊で、環境啓蒙を目的とした演劇を行う。
- ハイカラマン - 港区台場一丁目商店街のヒーロー。
- ケーブル戦隊ナカレンジャー - 中野区のケーブルテレビの番組発。
- 超装甲ジオブレード - 足立区。ボランティアでショーを展開。
- クリーン戦隊 ウメジマン - 足立区の梅島商店街の梅島クリーンキャンペーンでポスターが登場。
- モーモーマン - 劇団W.I.T.によるローカルヒーロー。江東区民まつりなどのイベントで活躍。
- ブクロ戦隊ひとりマン - 豊島区池袋。
- フクロウ戦士トシマッハ - 豊島区が拠点。
- ねりーまん - 練馬区のヒーロー。省エネ活動啓蒙のために登場した。
- ネクロマン - 練馬区のヒーロー。漫画亡装遺体ネクロマンを原作としたキャラクター。各地のご当地キャラクターと数多くの共演あり。喋れることからイベントのMCもこなす。
- そたいくん - 練馬区のヒーロー。"ヒーローの中の人=素体"をモチーフとしたキャラクター。防災活動啓蒙のために登場した。各地のご当地キャラクターと数多くの共演あり。喋れることからイベントのMCもこなす。
- 護街戦士ショウエイダーMaxMode - 練馬区大泉学園のヒーロー。立ち姿や身のこなしはカッコいい。しかし、チャラい。
- サブカル営業旋士ブローノヴァ - 中野区発信のヒーロー。サブカルオタクの営業マンヒーロー。サブカルチャーを守るため激しいアクションで戦う。
- 米穀戦隊コメレンジャー ザ・ライスマン - 江東区のローカル戦隊。新体操選手が扮し、演劇による日本米アピール活動を行う。
- 正義の味方むらレンジャー - 渋谷区のローカル戦隊。ボランティア活動から宴会の盛り上げ役までなんでもこなす。
- 月島名物モンジャー - 中央区のローカル戦隊。イラストのみでTシャツ販売で展開。
- イカスミマン - 大田区平和島。
- みどりーまん - 文京区のローカルヒーロー。ごみ拾いやパトロール、子ども向けのAED訓練など。
- 文京戦隊BUNレンジャー - 文京区のローカル戦隊。
- 次元捜査官 ジード（ディメンダー-）- 中野区を中心として活動しているヒーロー。
- パンダーマスク - 台東区上野。
- 伝承忍者シャムロック- 板橋区。豊かな自然を守るために､四つ葉のクローバーの力で板橋区民の青年が変身する｡
- 高島ライダー - 板橋区高島平のヒーロー。高島平の地名の由来となった高島秋帆がモチーフになっており、背中には大砲を背負っている。その姿とは裏腹に戦闘はあまりせず、優しく礼儀正しいらしい。
- エドレンジャー - 江戸川区。江戸川区の商店街を不景鬼将軍から守り、活性化させるためのご当地ヒーローである。江戸川区の商店街イベントに数多く登場している。
- 夕刻の翼エコダイザー-練馬区江古田を拠点に活動。プロジェクト組織[EKDz_Lab]によって運営・開発されたローカルヒーロー。組織の技術局長M.C.YATAGARATHと共に江古田を脅かす敵"z-ter"から街を守っている。江古田ゆうゆうロード/栄町本通り商店街振興組合が後援している。
- 仮面の守護者ゼロング - 葛飾区を拠点とする。アマチュアプロレス団体W.I.Nの定期戦参戦を始め、「ゼロングッドモーニング-葛飾を元気にするゼロング体操-」などといった様々な活動を展開。またTV番組製作なども企画されている。葛飾区のみならず都内各所に出没することがある神出鬼没のヒーロー。
- エターナルセイバー - 江戸川区西葛西を拠点としている東京放送芸術&映画・俳優専門学校の学生たちが生み出したローカルヒーロー。学園祭の他ボランティア活動として地域密着型、西葛西周辺のイベントなどでキャラクターショーを行っている。
- 非公認戦隊アキバレンジャー - 千代田区（秋葉原）。スーパー戦隊シリーズを制作している東映によるセルフパロディであるとともに、秋葉原限定のローカルヒーローとしての側面も持つ。
- 超鋼祈願ササヅカイン - 劇団カプセル兵団が、劇団旗揚げ10周年を迎えた際に、劇団の発展と挑戦を目指して立ち上げた、東京都渋谷区笹塚のご当地ヒーローである。 笹塚地域でのイベントに参加している。

### 23区外を拠点
- 特捜制裁フロッガイン - 多摩川の自然を守るために戦う、カエルのヒーロー。
- 多摩川戦隊コマレンジャー - 狛江市。個人サイト上で創作されたものが、街おこしグループの目にとまり実体化された。
- 稲城戦隊イナレンジャー - 稲城市のローカルヒーロー。タバコのポイ捨て禁止運動を中心に活動している。
- クルメイザー - 東久留米市のローカル戦隊。
- ごみダイエット忍者ワケ丸 - 町田市。ごみの減量活動を目的としたキャラクター。
- カリントマン - 西東京市。アニメ制作会社・あにまる屋によるローカルヒーローで、演劇を中心に活動。
- ザ★カレーマン - 東京都内を中心に活動するダンスパフォーマンス系ローカル戦隊。
- 転成合神ゲンキダーJ - 八王子市の高尾山に住む烏天狗がモチーフのヒーロー。
- オウメンジャー - 青梅市のローカルヒーロー。青梅市の市章をイメージして作られた。
- 地域宣伝隊コダレンジャー - 小平市を象徴する丸ポスト、ブルーベリー、グリーンロードをモチーフにした3人組ヒーローで、イベントなどで宣伝活動を行う。
- 獅電 - 東大和市のローカルヒーロー。伝統芸能の獅子舞と戦争遺物の変電所をモチーフに誕生。顔が怖いため悪役と間違われがちだが一応ヒーロー。ヒーロー界でもトップクラスのマッチョ。
- ぱくぱく戦隊食レンジャー - 清瀬市のイベント企画会社の食育ヒーロー。
- 三商店街戦隊やほレンジャー - 国立市富士見台のローカルヒーロー。富士見台の3つの商店街、谷保駅北口商店街、ダイヤ街、むっさ21をモチーフにした3人組で、地域活性化を行う。
- ハチジョウジマン - 八丈島。

### 企業・大学・警察
- イケセイアウル - 西武池袋本店のローカルヒーロー[9]。
- 耀連隊 明社レンジャー(かがやきれんたい めいしゃ-) - NPO団体「明るい社会づくり運動」が企画した。
- 慶應レンジャー(けいおう-) - 慶應義塾大学の戦隊ヒーロー。学園祭で活動。
- 国士マン - 国士舘大学の戦隊ヒーロー。
- ごみダイ戦隊エコレンジャー - 東京農工大学のサークル、ごみダイエットNOKOが運営するローカル戦隊。
- フラワーレンジャー - 浅草花やしきでショーを行っている。
- 新世紀忍者隊シャドウ - としまえん限定のヒーロー。
- クラッシャーカズヨシ - 新宿ロフトプラスワン限定の自主制作映画発。
- 早稲田戦士クマイザー - 早稲田大学の特撮サークル怪獣同盟製作。学園祭や早稲田に関するイベントに参加し、ショーを行っている。クマイザー以後も毎年新たなヒーローが製作されており、現在ではワセダブライトという三人のヒーローが活動している。
- 防犯戦隊フリコマン - 葛飾警察署による防犯ヒーロー。名前は当初振り込め詐欺防止のために結成されたことに由来する。
- 機動礼拝シーベリー - 国際基督教大学のヒーロー。
- グリーンコンシューマーマン - 東京MXテレビの東京都広報番組発。グリーンコンシューマー活動啓発の目的で企画された。
- 向島戦隊 犯罪・事故減らスンジャー - 警視庁向島警察署が犯罪・事故予防の啓発を目的として設定したヒーローで、「警視庁唯一の戦隊ヒーロー」とされている[10]。

## 神奈川県
- カキライザー - 2020年から活動を開始した川崎市（柿生）のヒーロー。柿が大好きでピュアな性格。闇ライザーというライバルがいる。カキライザーの衣装制作は「創聖のアクエリオン」などのヒットで知られる歌手・ファッションデザイナーのAKINO from bless4が一部担当している（ただしデザインは一般公募）。未だに武器や必殺技、決め台詞などは無いが、これといって目的があるわけではないヒーローのため、特に問題はない。2024年にはテレビドラマが放送予定。
- ミビョーマン - 神奈川県。神奈川県が推進する未病改善の取組を、子どもに分かりやすく説明するヒーローで、ミビョーマンが登場する、アニメかなかなかぞく第28話【ミビョーマン×NMB48】『ミビョーマンのうた』を配信中。今後発信活動が活発になる予定。
- 横浜見聞伝スター☆ジャン - 横浜市。映像によるドラマとショー等のイベント活動を展開している。横浜の美しい歴史や文化を改めて振り返り、次世代の子供たちへ受け継いでいくために一緒に勉強していく、新感覚ご当地ヒーロー。
- 分別戦隊シゲンジャー - 横浜市(生誕地:瀬谷区南瀬谷)のローカル戦隊。ごみの分別の啓発が目的。
- 分別戦隊シゲンジャー銀河‐相模原市のローカル戦隊。ごみの分別の啓発が目的で、横浜市のシゲンジャーとは姉妹関係。

- 特捜警察ミドレンジャー - 横浜市緑区・緑警察署によるローカル戦隊。
- 霊園戦隊タマレンジャー - 横浜市や横須賀市の株式会社たまやのマスコット
- 給食戦隊チョウリイーン - 茅ヶ崎市のローカル戦隊。給食の美味しさと栄養の大切さを教えることが目的。茅ヶ崎市の公認を目指して日夜活動を続けている。
- 平和戦隊ズシレンジャー - 逗子市のローカル戦隊。観光促進が目的。
- リーマン - テレビ神奈川の子供向け番組『YO!キッズ』発。
- 関所戦隊 箱根マン - 箱根町のローカル戦隊。このキャラクターのイラストを使用した土産物の生チョコ餅が販売されている。
- 救急戦隊ミドレンジャー - 川崎市幸区のローカル戦隊。石心会川崎幸病院の救急救命士が変身する。一次救命処置(BLS;CPR・AED)などの普及活動を中心に活動。宿敵はカトゥーン。
- 市場戦隊クリーンレンジャー - 川崎市のローカル戦隊。市場の清掃活動が中心。
- 建設青年隊ドケンジャー - 神奈川土建のローカル戦隊。土建青年部の5名で構成。
- キンタローマン - 南足柄市のローカルヒーロー。市民人気投票で1位を獲得したにもかかわらず、ゆるキャラを欲した市当局の意向で最優秀賞を他の作品に奪われた件がインターネット上等で話題となった。
- まなび戦隊オシエルンジャー - 相模原市のローカルヒーロー。イベントで子供たちに様々なことを教えている。